# Linea KTX Suseo
La linea KTX Suseo, altresì definita come "linea ad alta velocità della capitale" (수도권고속철도 - 首都圈高速鐵道, Sudogwon gosok cheoldo) o SRT (Suseo Rapid Train; Treno rapido di Suseo) è una ferrovia ad alta velocità sudcoreana aperta il 9 Dicembre 2016, a scartamento ordinario, che collega la zona sud-est di Seul alla città di Asan con un percorso di circa 60 km, per poi innestarsi sulla preesistente linea KTX Gyeongbu. La ferrovia è gestita dalla SRT e dalla Korail e utilizza una versione modificata dei treni KTX-Sancheon con livrea SRT.

## Caratteristiche
- Lunghezza percorso: 60,9 km
- Gestore: SRT; Korail
- Numero di linea：103
- Scartamento：1,435 mm（ordinario）
- Doppio binario: sì
- Senso di marcia: sinistra
- Stazioni：3
- Sistema di segnalamento:TVM-430
- Velocità massima: 300 km/h

## Storia

### Origini del progetto
Mentre la principale linea ad alta velocità della Corea del Sud, la linea KTX Gyeongbu era in costruzione fra Seul e Busan, il governo stava considerando la realizzazione di una seconda linea dalla capitale a Mokpo nella zona sud-ovest, la linea KTX Honam. I primi studi di fattibilità partirono nel 2003, ma si giunse alla conclusione che la domanda non giustificava le spese per la realizzazione di un'intera linea ad alta velocitàm così propose la costruzione in due fasi. Il primo progetto, da completarsi per il 2015, prevedeva la realizzazione di una diramazione fino al terminal di Suseo, a sud della città di Seul. Tuttavia, nell'agosto 2006 il progetto venne accantonato ufficialmente. the Suseo branch was no longer included.
La diramazione Suseo venne riproposta in un progetto separato, come "linea ad alta velocità della capitale" (inizialmente come "linea ad alta velocità Suseo"), il 1º giugno 2008, con lo scopo di migliorare i collegamenti lungo l'area ad alta densità abitativa dell'area di Dongtan.

### Fase di progettazione
I primi progetti prevedevano una linea di 60,7 km di lunghezza, da Suseo fino all'intersezione con la linea KTX Gyeongbu nei pressi di Pyeongtaek, aggiungendo tre nuove stazioni: Suseo, Dongtan e Pyeongtaek. La linea percorre un tunnel a circa 50 metri di profondità fra Suseo e Dongtan, e il costo totale di costruzione, al 2015, era stimato in 4,18 trilioni di won. Il tempo di viaggio previsto fra Suseo e Dongtan era di 12 minuti, con la consegna della linea prevista inizialmente per il 2014.
Il design di base fu completato il 28 aprile 2010, e la lunghezza della linea passò a 61,1 km, mentre le stazioni vennero ridotte a due, Suseo e Dongtan. Il governo stabilì quindi un cronoprogramma, i cui lavori sarebbero iniziati nella seconda metà del 2011, per completarsi entro la fine del 2014.
Con il completamento della linea, il tempo di percorrenza previsto da Seul a Busan sarà di 1 ora e 59 minuti, e di 1 ora e 49 minuti per Mokpo.

## Percorso
| Nome stazione                                       | Nome stazione             | Nome stazione       | Distanza interst. | Distanza da Suseo | 駅種別                                                                                      | 接続路線                     | 所在地                       | 所在地 |
| Alfabeto                                            | Hangeul                   | Hanja               | Distanza interst. | Distanza da Suseo | 駅種別                                                                                      | 接続路線                     | 所在地                       | 所在地 |
| --------------------------------------------------- | ------------------------- | ------------------- | ----------------- | ----------------- | ------------------------------------------------------------------------------------------- | ---------------------------- | ---------------------------- | ------ |
| Suseo                                               | 수서                      | 水西                | 0.0               | 0.0               | ● Linea 3 ■ Linea Bundang ■ Linea GTX A (in progetto) ■ Linea Suseo-Gwangju (in progetto)   | Seul Gangnam-gu              | Seul Gangnam-gu              |        |
| Dongtan                                             | 동탄                      | 東灘                | 32.4              | 32.4              | ■ Linea GTX A (in progetto) ■ Linea Indeogwon - Suwon                                       | Gyeonggi-do                  | Hwaseong                     |        |
| Jije                                                | 지제                      | 芝制                | 21.0              | 53.4              | ● Linea 1                                                                                   | Gyeonggi-do                  | Pyeongtaek                   |        |
| Posto movimento di Pyeongtaek                       | 평택분기                  | 平沢分岐点          | 7.5               | 60.9              | Linea KTX Gyeongbu (interconnessione al km 59.2)                                            | Gyeonggi-do                  | Pyeongtaek                   |        |
| Cheonan-Asan (Onyangoncheon)                        | （천안아산역） (온양온천) | 天安牙山 (温陽温泉) | (17.6)            | (78.5)            | ■ Linea KTX Gyeongbu (servizi diretti) ■ Linea Janghang ■ Linea Gyeongbu (stazione di Asan) | Chungcheong Meridionale Asan | Chungcheong Meridionale Asan |        |
| Servizi diretti lungo le linee KTX Gyeongbu e Honam |                           |                     |                   |                   |                                                                                             |                              |                              |        |